# Silent Movie
La última locura de Mel Brooks o La última locura del Dr. Mel Brooks (Silent Movie) es una comedia muda de Mel Brooks de 1976. En la película, Brooks interpreta al director Mel Funn, quien intenta regresar al panorama cinematográfico realizando una película muda. Intervienen entonces, entre otros, Anne Bancroft, Sid Caesar, Burt Reynolds, James Caan, Liza Minnelli y Paul Newman, que se parodian a sí mismos al ser invitados a participar en la película. Únicamente se pronuncia una sola palabra en toda la película: un rotundo "¡No! " dicho, irónicamente, por el mimo francés Marcel Marceau. 

## Argumento
El director Mel Funn (Brooks) hace tiempo que no hace ninguna película por su adicción a la bebida. Sin embargo, intenta volver a trabajar con su siguiente proyecto, realizar una película muda.
Ningún actor del reparto tiene voz en la película (se emplean intertítulos, como era común en el cine mudo), con la sola excepción del mimo Marcel Marceau: un rasgo de ironía, ya que justamente un mimo no habla.

## Premios
- 1977-Candidata-Golden Globe-Mejor comedia musical.
- 1977-Candidata-Golden Globe-Mejor actor comedia musical- Mel Brooks.
- 1977-Candidata-Golden Globe-Mejor actor secundario- Marty Feldman.
- 1977-Candidata-Golden Globe-Mejor actriz secundaria- Bernadette Peters.
- 1977-Candidata-WGA Award (Screen)-Mejor comedia escrita directamente para la pantalla.